# Metin Kaplan
Pour les articles homonymes, voir Kaplan.
Metin Kaplan est un islamiste fondamentaliste turc né le 14 novembre 1952 à Erzurum. Condamné en Allemagne pour avoir ordonné le meurtre d'un imam rival, il est expulsé en 2004 vers la Turquie où il reste emprisonné jusqu'en 2016.

## Activités en Allemagne

### Création du califat et formation de groupes armés
Il arrive en Allemagne en 1983, muni d'un visa de tourisme. Il est le fondateur en 1984, avec son père Cemaleddin Kaplan, de l'organisation islamiste radicale État califal (Hilafet Devleti en turc, Kalifatsstaat en allemand) surnommée « Califat de Cologne ». Après la mort de son père en mai 1995, il la dirige seul. Il tient des discours violemment hostiles à la démocratie et marqués d'antisémitisme.
Menacé d'expulsion, il demande l'asile politique, arguant du fait qu'il est menacé de prison et de torture en Turquie « du fait de ses positions radicales au sein du parti fondamentaliste musulman ». Appuyé par les ligues des droits de l'homme[réf. souhaitée], il obtient le statut de réfugié politique en Allemagne.
Rapidement, autour du Califat de Cologne, il fédère un groupe de fondamentalistes islamistes qui atteint jusqu'à 1 100 membres et  crée une première unité paramilitaire. Dans ses discours, l'appel au meurtre des incroyants devient récurrent. Les envoyés du califat de Cologne recrutent des militants pour les troupes d'interventions armées, les exercices militaires de présélection sont dispensés en Allemagne et en Turquie. Regroupant plus de 1 500 combattants, dont 1 300 rien qu'en Allemagne, Metin Kaplan, les envoie combattre dans le camp des musulmans, dans les guerres de Bosnie-Herzégovine, d'Afghanistan et de Tchétchénie. 
La justice allemande attribue à des membres de ses unités paramilitaires l'élimination, le 8 mai 1997, d'un ancien adepte devenu un concurrent, le jeune médecin turc Halil İbrahim Sofu qui se faisait appeler le « calife de Berlin ». Metin Kaplan est interpellé en mars 1999 et maintenu en détention,.
Au premier jour du procès, le 8 février 2000, il déclare : « L'islam et la démocratie ne sont pas compatibles. C'est un procès de l'islam que l'on fait là ! ». Metin Kaplan, convaincu par la cour d'appel de Düsseldorf d'être l'instigateur du meurtre, est condamné en novembre 2000 à une peine de quatre années d'emprisonnement. La Turquie réclame son extradition que le gouvernement allemand refuse, arguant du fait qu'il risque la peine de mort en Turquie[réf. nécessaire].

## Soupçons de terrorisme
En avril 1998, lors d'une perquisition au domicile de Metin Kaplan, la police saisit 2 millions de deutsche marks en billets de banque et plusieurs kilogrammes d'or. 
Les enquêtes menées sur un certain nombre d'affaires sont plusieurs fois remontées jusqu'au calife de Cologne :
- Dans l'affaire de la cellule terroriste de Hambourg.

- Dans l'affaire de l'attentat déjoué contre le marché de Noël de Strasbourg (Alsace) en décembre 2000.

- En 2001, d'après un rapport des services secrets turcs, le califat avait planifié un attentat, lors des cérémonies du 75e anniversaire de la création de la République turque en 1998, en faisant sauter le mausolée de Mustafa Kemal Atatürk à Ankara, le fondateur de la Turquie moderne et laïque.

Au cours de son procès, Kaplan ne reconnaît pas ces accusations comme fondées[réf. nécessaire].

## Activité médiatique
Officiellement, l’organisation est interdite sur le sol allemand depuis le 12 décembre 2001. Cependant Metin Kaplan y poursuit ses activités. 
De plus il contrôle directement, à travers le califat de Cologne, la chaîne de télévision Hakk-TV (« vraie télévision islamique ») qui émet sur Eutelsat et qui a eu une importante audience en Turquie, mais aussi dans les pays d'Europe où résident des Turcs.

## Extradition et emprisonnement en Turquie
En mai 2004, après que la justice allemande a décidé de son expulsion vers la Turquie qui le réclamait depuis des années, Metin Kaplan prend la fuite. La police allemande lance une vaste traque pour le retrouver et le retrouve le 10 octobre 2004 dans un café internet à Cologne,. Il est expulsé d’Allemagne le mardi 12 octobre, depuis l’aéroport de Düsseldorf, vers Istanbul, a annoncé le ministère régional de l’intérieur du Land de Rhénanie-du-Nord-Westphalie.
Jugé en Turquie, il nie avoir ordonné aucun acte de violence tout en reconnaissant avoir voulu établir un état fondé sur la charia. Il est condamné à l'emprisonnement à perpétuité, peine ramenée en 2010 à 17 ans de prison. En 2014, ses avocats demandent un nouveau jugement ainsi que sa sortie de prison pour raisons de santé. Cette demande est satisfaite : il est remis en liberté surveillée en novembre 2016 dans l'attente d'un nouveau procès.